# Gorazd Meško
Gorazd Meško, slovenski kriminolog, * 27. avgust 1965, Maribor.
Deluje kot redni profesor za kriminologijo na Fakulteti za varnostne vede v Ljubljani.

## Študij in kariera
Diplomiral je leta 1991 (Pedagoška fakulteta v Ljubljani). Leta 1992 se je zaposlil na Višji šoli za notranje zadeve. Magistrski študij je pod mentorstvom Francija Brinca in Mirana Čuka zaključil leta 1994 na Pedagoški fakulteti v Ljubljani. Leta 1995 se je usposabljal na Inštitutu za kriminologijo (Univerza v Cambridgeu, Združeno kraljestvo). Leta 1996 je dobil štipendijo za obetajoče mlade znanstvenike iz Vzhodne Evrope in spoznaval kriminološko raziskovanje na Centre for Criminology (Univerza v Oxfordu). Leta 1998 je na Pedagoški fakulteti v Ljubljani pod mentorstvom Vinka Skalarja in Mirana Čuka doktoriral. Leta 1999 je bil štipendist Evropske komisije in se pri profesorju Rogerju Hoodu (Univerza v Oxfordu) učil predavati kriminologijo. Leta 2000 je bil sprejet v New York Academy of Scence. Leta 2001 je dobil štipendijo OSI-HESP za podoktorski študij kriminalne prevencije na Inštitutu za kriminologijo (Institute of Criminology) v Cambridgeu. Med 2002 in 2004 je bil nacionalni korespondent v projektu Odzivanje na vsakodnevno nasilje v demokratični družbi Sveta Evrope. Leta 2004 je postal prvi predstojnik Inštituta za varstvoslovje na Fakulteti za policijsko-varnostne vede Univerze v Mariboru s sedežem v Ljubljani. Od 2005 do 2008 je bil častni član Oddelka za kriminologijo Univerze v Leicestru (Združeno kraljestvo). Leta 2009 je postal redni profesor za kriminologijo, 2007 do 2015 pa je bil dekan Fakultete za varnostne vede v Ljubljani (članica Univerze v Mariboru). Od leta 2010 do 2015 je bil gostujoči raziskovalec na Inštitutu za kriminologijo Univerze v Cambridgeu. Leta 2015 je postal mednarodni ambasador Britanskega kriminološkega združenja. Leta 2016 je bil izvoljen za predsednika Evropskega kriminološkega združenja (ESC). Med 2017 in 2021 je bil predsednik upravnega odbora Univerze v Mariboru. Od leta 2015 do 26. junija 2023 je vodil Inštitut za varstvoslovje Fakultete za varnostne vede UM. 

## Dela
Raziskovalna dejavnost
V začetku raziskovalne kariere je najprej preučeval kriminalne kariere in kriminalni življenjski slog obsojencev, nato je raziskovanje nadaljeval na področju policijske dejavnosti in preprečevanja kriminalitete. Na študijskih obiskih v Veliki Britaniji, ZDA in drugih evropskih državah si je pridobival izkušnje za primerjalne kriminološke študije. Med 2006 in 2009 je bil kot član vodstva GERN dejaven pri pripravi in izvedbi Evropskega projekta CRIMPREV. V istem obdobju je bil sodelavec v projektu izmenjave študentov iz EU (Univerze Keele, Grenobel in Maribor) in Avstralije (Univerze Griffith, Monash, Western Sydney in Monash). Vodil je tudi nacionalne raziskovalne projekte, ki so dobili mednarodno razsežnost (ekološka kriminaliteta, legitimnost policijske dejavnosti). Sodeloval je tudi v mednarodnih v projektih o varnosti v lokalnih skupnostih URBIS in EFUS/EEMUS. Izvedel je več  primerjalnih kriminoloških študij na območju bivše Jugoslavije in Vzhodne Evrope. Od leta 2009 v okviru projekta PADS+ dejavno sodeluje pri empiričnem testiranju situacijskoakcijske teorije in dejavnikov prestopništva. Je vodja programske skupine Varnost v lokalnih skupnostih (2015-2018 in 2019-2024), ki jo financira Agencija za raziskovanje Republike Slovenije. Od leta 2015 do leta 2024 je organiziral deset nacionalnih konferenc s področja varnosti v lokalnih skupnostih in sedem mednarodnih študentskih konferenc z istega področja. Ključne teme, ki jih raziskuje, so varnost, preprečevanje kriminalitete, odklonsko vedenje, kaznovanje, kriminaliteta,sodobna policijska dejavnost, delovanje institucij formalnega družbenega nadzorstva in strategije preživetja v različnih okoljih.
Znanstvene objave: Gorazd Meško je objavil članke in poglavja o policijski dejavnosti in zagotavljanju varnosti v lokalnih skupnostih, legitimnosti policijske dejavnosti, strahu pred kriminaliteto, spoštovanju pravil v zaporih, dejavnikih prestopništva mladih in zagotavljanju varnosti v urbanih okoljih v mednarodnih revijah in zbornikih. Njegova znanstvena bibliografija je obsežna.
Urednik monografij in tematskih številk mednarodnih revij: Gorazd Meško je uredil knjige o preprečevanju kriminaliteti (2003), nasilju med mladimi (2004), okoljski kriminaliteti (2011 in 2013), policijski dejavnosti v Srednji in Vzhodni Evropi (2013), zaupanju in legitimnosti kazenskega pravosodja v Evropi (2015), kriminaliteti in vodah (2020). Tematske številke mednarodnih revij so bile posvečene primerjalni policijski dejavnosti, penologiji, ekologiji, ruralni kriminologijio in drugim aktualnim kriminološkim temam. Pomembna je tudi publikacija ob 50. letnici raziskovalnega in pedagoškega dela na Fakulteti za varnostne vede v slovenskem jeziku (2023). Leta 2004 je uredil tematsko številko revije Policing - An International Journal o policijski dejavnosti v ruralnih okoljih. Leta 2025 pa je v souredništvu objavil knjigo s področja ruralne kriminologije. 

## Priznanja
Gorazd Meško je leta 2014 prejel Zoisovo nagrado za razvojno in raziskovalno dejavnost na področju ekološke kriminologije, leta 2018 je bil finalist za mentorja leta. Leta 2020 je dobil priznanje ARRS Odlični v znanosti (skupaj z Rokom Hacinom) za študijo o legitimnosti v zaporih. Leta 2022 je prejel nagrado DIC ASC - Freda Adler Distinguished Scholar Award. Leta 2024 je prejel Gerhard. O. W. Mueller Award ACJS za delo na področju primerjalnega kazenskega pravosodja in prispevka k mednarodnem raziskovanju.

## Druge dejavnosti
Gorazd Meško je bil dejaven na področju športa. Z judom se je začel ukvarjati leta 1976. Od leta 1996 do 2008 je bil član izvršnega odbora Judo zveze Slovenije. Leta 1999 je postal kontinentalni judo sodnik. Sodil je na več evropskih tekmovanjih in na Svetovnih frankofonskih igrah v Ottawi 2001. Uredil je knjige o zgodovini juda v Sloveniji (2002, 2007 in 2022) in prevedel knjigo Judo-šport in način življenja (2001). Dejaven je bil tudi na področju inkluzivnega juda (1999-2005). Od leta 1999 je predsednik Judo kluba Zmajčki v Ljubljani, kjer je bil tudi trener do leta 2012, ko sta delo z mladimi v kljubu prevzela Raša Sraka Vuković in Luka Vuković. Leta 2023 mu je Judo zveza Slovenije podelila mojstrski pas 6. dan.